# メガクリテ (衛星)
メガクリテ（英語：Megaclite、確定番号：Jupiter XIX）は木星の第19衛星である。
2000年11月25日に、スコット・S・シェパードが率いるハワイ大学の観測チームによって発見され、S/2000 J 8 という仮符号が与えられた。観測にはハワイ大学の望遠鏡が用いられ、翌2001年1月5日に他の木星の衛星の発見とあわせて小惑星センターのサーキュラーで公表された。その後2002年10月22日に、ギリシア神話の Megaclite に因んで命名され、Jupiter XIX という確定番号が与えられた。なお当初国際天文学連合が発行した電報には Magaclite と誤記されていたが、後に訂正された。
メガクリテの見かけの等級は21.7であり、アルベドを0.04と仮定した場合、メガクリテの直径はおよそ 5.4 km と推定される。また、密度を 2.6 g/cm3 と仮定した場合、質量はおよそ 2.1 ×1014 kg と推定される。メガクリテは、木星から2300万〜2400万km前後の距離を逆行軌道で公転し、軌道傾斜角が 145°〜158° 程度の不規則衛星のグループであるパシファエ群に属している。
2018年時点で発見されている木星の衛星の中では、S/2003 J 2に次いで2番目に軌道長半径が大きく、確定番号が与えられている中では最も大きい。